# Geresdi-dombság
A Geresdi-dombság a Mecsek és Tolna–Baranyai-dombvidék tájegység, ezen belül a Baranyai-dombság része, Baranya és Tolna vármegyék területén. Magaslatainak többsége legfeljebb 250-300 méterig emelkedik a tengerszint fölé.

## Elhelyezkedése
A Geresdi-dombság a Mecsektől kelet-délkeleti irányban, Baranya vármegye északkeleti részén helyezkedik el, átnyúlva Tolna vármegye területére is. A Geresdi-dombságot érinti (a dombság főtömegét keleti és déli irányból kerüli el) az M6-os autópálya, melynek négy alagútját és a köztük lévő völgyhidakat e dombság déli lábainál a Dunáig lenyúló löszhátak és az azokat elválasztó völgyek leküzdésére építették.
A földrajzilag a dombsághoz sorolt teljes terület mintegy 250 négyzetkilométer, amit keletről a Duna, észak és dél felől a Lajvér-patak és a Karasica-patak határol. A Geresdi-dombságban ered a Csele-patak is, amely Mohácstól északra ömlik a Dunába.
A környék legnagyobb városa a Geresdi-dombság főtömbjétől keletre elterülő Bátaszék. A dombság főtömegéhez tartozó vagy azt határoló fontosabb települések észak felől Ófalu, Bátaapáti és Mórágy, dél felől Erdősmecske, Feked és Véménd. A terület nevét adó Geresdlak a dombság főtömegének délnyugati vége közelében helyezkedik el.

## Földtana

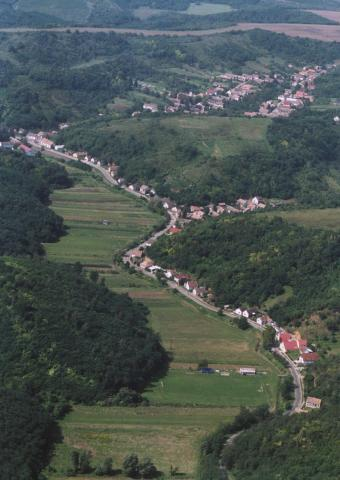
Látkép a Geresdi-dombságból: Bátaapáti madártávlatból

A tájegységre karbonátos kőzetekből és homokkőből álló alacsony hegységek és az előterüket képező eróziós-deráziós völgyekkel tagolt hegylábak, dombsorok előfordulása jellemző. A Geresdi-dombság alapkőzetét átalakult (metamorf) kőzetek – karbon kori (variszcida) gránit és kristályos palák – képezik, melyek a dombság északi peremének felszabdalt, meredek lejtőin több helyütt felszínre is bukkannak, míg a déli felén széles völgyközi hátak a jellemző terepi alakulatok.
A Geresdi-dombsághoz sorolt földrajzi területen egyetlen barlang nyílik, de nem a dombság főtömegében, hanem a Dunára lefutó löszhátak egyikének a Duna menti magas leszakadásában. A több száz éve ismert, a dunaszekcsői Várhegy keleti falában nyíló, Török-lyuk nevű üreg mesterséges keletkezésű; a régészeti leleteket is tartalmazó vágatot mintegy 25,5 méteres hosszban és 12 m mélységig tárták fel.

## Éghajlata és talajviszonyai
Éghajlata a környék más kistájaihoz hasonlóan mérsékelten meleg és mérsékelten nedves. Talajai jellemzően barna erdőtalajok, a déli-délkeleti peremen mészlepedékes csernozjom is felbukkanhat.

## Turizmus
A Geresdi-dombságot tucatnyinál több jelzett turistaút érinti, melyek együttes hossza csak a dombság baranyai oldalán megközelíti a 95 kilométert. A területen haladó turistautak közül a legjelentősebb a Rockenbauer Pál Dél-dunántúli Kéktúra, de érinti a környéket a Dél-Dunántúli Piros Túra és a Baranyai Zöld Túra, valamint két körtúra és több más, kisebb jelentőségű túraútvonal.

## Érdekességek, látnivalók
- Dömörkapui régi temető színes sírkövei